# 化徳県
化徳県（かとく-けん）は、中華人民共和国内モンゴル自治区ウランチャブ市に位置する県。
中温帯半乾燥モンスーン型気候にあり、典型的な三北乾燥貧困区である。雨量が僅かなため干害が頻繁。自然生態環境と農業生産基本条件に較差がある。近年はビニールハウスでの温室栽培による無農薬野菜とジャガイモを生産が発展。伝統的な「両麦一薯（小麦、えん麦、ジャガイモ）」から「両雑一薯（雑穀、雑豆、ジャガイモ）」「菜油薯（野菜、植物油、ジャガイモ）」への作付転換を行なっている。ソラマメが名産。

## 行政区画
3鎮、3郷を管轄：
- 鎮：長順鎮、朝陽鎮、七号鎮
- 郷：徳包図郷、公臘胡洞郷、バインタラ（白音特拉）郷